# Costas Varotsos
Costas Varotsos (Atene, 1955) è uno scultore greco.

## Biografia
Nato ad Atene nel 1955 si trasferisce prima a Roma dove si diploma all'Accademia di Belle Arti e poi in Abruzzo dove frequenta la Facoltà di Architettura di Pescara. Nel 1982 rientra in Grecia dove realizza i primi lavori di livello internazionale: Il Poeta del 1983 e Il Corridore del 1988. Nel 1990 ha vinto una borsa di studio Fullbright per un'attività di studio di un anno a New York. Nel 1999 viene nominato professore all'Università Aristotele di Salonicco, la più grande università greca.
I materiali che impiega Varotsos nella realizzazione delle sue opere sono il vetro, l'acciaio e la pietra.

## Opere
L'artista ha realizzato diverse opere in Italia, fra queste le più significative sono:
- La Morgia, 1997, Gessopalena
- Il Poeta, 1997, Casacalenda (CB)
- L'infinito della Memoria, 1992, Gibellina
- La Totalità, 1999, Torino; opera smantellata nel 2017 da Piazza Benefica e ricollocata nel 2020, in una versione riadattata e ridimensionata, nel giardino adiacente al Grattacielo Intesa Sanpaolo[1]
- La Luna, 2003, Roma - Villa De Sanctis; opera dedicata a Pier Paolo Pasolini[2]

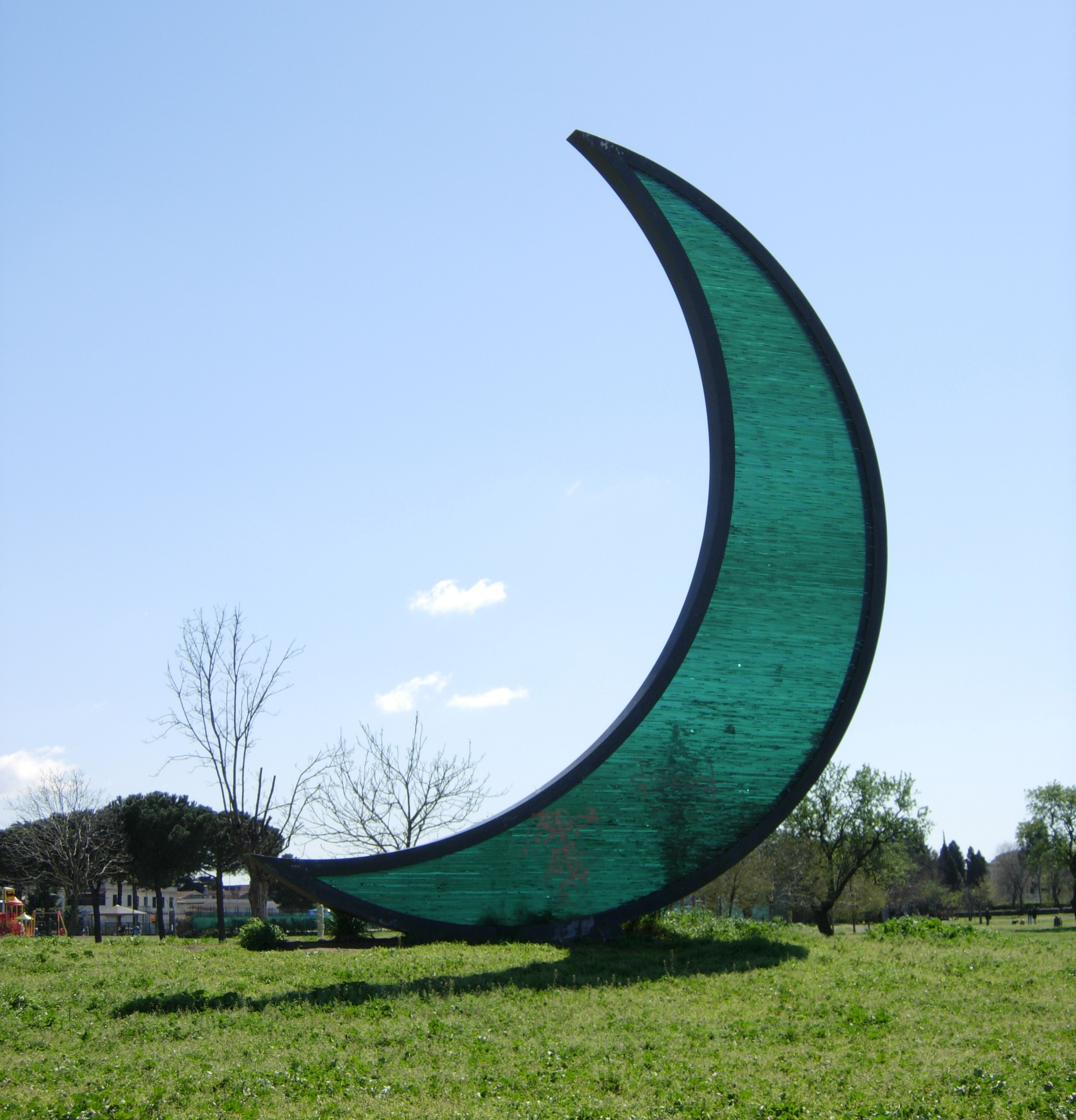
La Luna, Roma, Villa de Sanctis

- Energy, 2003, Castelnuovo Berardenga - Parco di Sculture del Chianti a Pievasciata
- L'Approdo. Opera all'Umanità Migrante, 2012, Otranto; opera dedicata a tutti i migranti ed in particolare a quelli deceduti nella motovedetta albanese naufragata il 28 marzo 1997 nel mare Adriatico